# Battaglia di Vetralla

## Antefatto: la ribellione dei baroni contro Eugenio IV
Nel periodo tra il maggio e l'ottobre 1434 Eugenio IV fugge rocambolescamente da Roma incalzato dalle armi dei Prefetti di Vico e dei Colonna, che occupano militarmente la città.
Dunque il cardinal Vitelleschi viene messo alla guida di una potente armata per distruggere ogni focolaio di ribellione.
Il comandante pontificio Orsino Orsini, incalzando le forze del capitano ribelle Antonio da Pontedera, arriva fin sotto le mura del Borghetto di Grottaferrata, di Marino e di Albano, terre dei Colonna e dei Savelli che davano ospitalità al capitano.
Il 25 ottobre 1434 il Vitelleschi rientra in Roma, e la lotta inizia a placarsi: il 22 marzo 1435 il Vitelleschi firma una pace con Iacopo Orsini di Monterotondo, il 26 maggio con Antonio Colonna e con i suoi alleati Savelli e Conti di Valmontone, il 24 agosto con Lorenzo Colonna. Nello stesso giorno il cardinale sottomette Tivoli all'obbedienza alla Chiesa.

## La battaglia contro i tenaci Prefetti di Vico
Il 31 agosto 1435 con la battaglia di Vetralla il Vitelleschi sbaraglia i Prefetti di Vico distruggendo ogni rimanenza del potere di questa grande famiglia di origine germanica.
L'ultimo dei Prefetti verrà decapitato a Soriano il 28 settembre 1435. I loro beni saranno divisi tra la Chiesa ed altri signorotti locali, come Everso Orsini.